# Avahi cleesei
Espèce
Statut de conservation UICN

 CR B1ab(i,iii) : 
En danger critique
Avahi cleesei est une espèce de primates de la famille des Indriidae. Comme tous les lémuriens, cette espèce est endémique de Madagascar.